# Guitar Man
«Guitar Man» — песня, которую написал Джерри Рид. Он же был её первым исполнителем и выпустил в 1967 году как сингл.
Сингл Джерри Рида достиг в США 53 места в чарте синглов в стиле кантри (американского журнала «Билборд», теперь этот чарт называется Hot Country Songs). Для Джерри Рида это была первая собственная песня, попавшая в чарты.
Вскоре свою версию записал Элвис Пресли. В Великобритании версия Пресли была издана как сингл, который 27 февраля 1968 года достиг 19 позиции в национальном чарте (UK Singles Chart).
В 1981 году, уже после смерти Пресли, запись его оригинального исполнения этой песни была наложена на новую электронную аранжировку. Сингл с ней достиг в США 1 места в чарте синглов в стиле кантри американского журнала «Билборд» (это был 11-й и пока последний кантри-хит номер 1 Элвиса Пресли) и 28 места в чарте поп-синглов (Billboard Hot 100).
В 2015 году журналист мемфисской ежедневной газеты The Commercial Appeal Крис Херрингтон в своём списке 50 лучших песен Элвиса Пресли поставил песню «Guitar Man» на 32-е место. Кроме того, годом ранее он ставил её на 57 место в списке 100 лучших песен о Мемфисе.

## Сюжет
В песне поётся о гитаристе, путешествующем по югу Соединённых Штатов на попутках. Он бросил работу и с гитарой ушёл путешествовать, ища работу как гитарист. В итоге он играет в группе из пяти человек в баре (причём является её лидером) и приглашает прийти туда послушать его.

## Чарты

### Оригинальная версия Джерри Рида
| Chart (1967)                        | Наив. поз. |
| ----------------------------------- | ---------- |
| США (Billboard Hot Country Singles) | 53         |

### Версия Элвиса Пресли
| Чарт (1981)                               | Наив. поз. |
| ----------------------------------------- | ---------- |
| США (Billboard Hot Country Singles)       | 1          |
| США (Billboard Hot 100)                   | 28         |
| США (Billboard Adult Contemporary Tracks) | 16         |
| Канада (RPM Country Tracks)               | 1          |
| Великобритания (UK Singles Chart)         | 19 (1968)  |
| Нидерланды (Top 40)                       | 39         |
| Австралия (Kent Music Report)             | 73         |